# Navteq
NAVTEQ (от англ. Navigation Technologies) — американская фирма, основанная в 1985 году с центральным отделением в Чикаго. Ведущий в мире производитель цифровых карт и других данных для геоинформационных систем, используемых в многочисленных пакетах программного обеспечения, включая системы навигации (из важнейших: Garmin, Magellan, Lowrance, BMW, Nissan) и карты, доступные во Всемирной паутине (например, Карты Bing, Карты Google, Карты Yahoo!, Карты Яндекс и MapQuest). Основной конкурент — голландская фирма Tele Atlas.
В 2008 году была куплена компанией Nokia. О сделке было объявлено 1 октября 2007 года. По её условиям Nokia должна заплатить 78 долларов США наличными за каждую акцию NAVTEQ, что оценивает всю сделку в 8,1 млрд долл. На данный момент компания имеет около 4000 сотрудников, работающих в 196 отделениях 43 стран.
7 января 2009 года NAVTEQ объявила о запуске LocationPoint — системы мобильной геоконтекстной рекламы.
30 января 2012 года российская компания Яндекс купила карты у NAVTEQ для создания подробной карты мира на Яндекс. Картах. NAVTEQ предоставил Яндексу карты всех стран мира. С наибольшей детальностью выполнены карты Европы, Америки, Австралии и развитых стран Азии.